# Cổ nhạc Trung Hoa
Cổ nhạc Trung Hoa bao gồm những bài hát cổ, tiêu biểu của nền văn hóa Trung Hoa, có nội dung phần lớn liên quan đến những điển tích, điển cố. Nền cổ nhạc này bao gồm năm loại âm điệu, 5 nốt nhạc chính gọi là ngũ âm, sắp xếp thành cung, thương, giốc, chủy và vũ.

## Nhã nhạc Trung Hoa

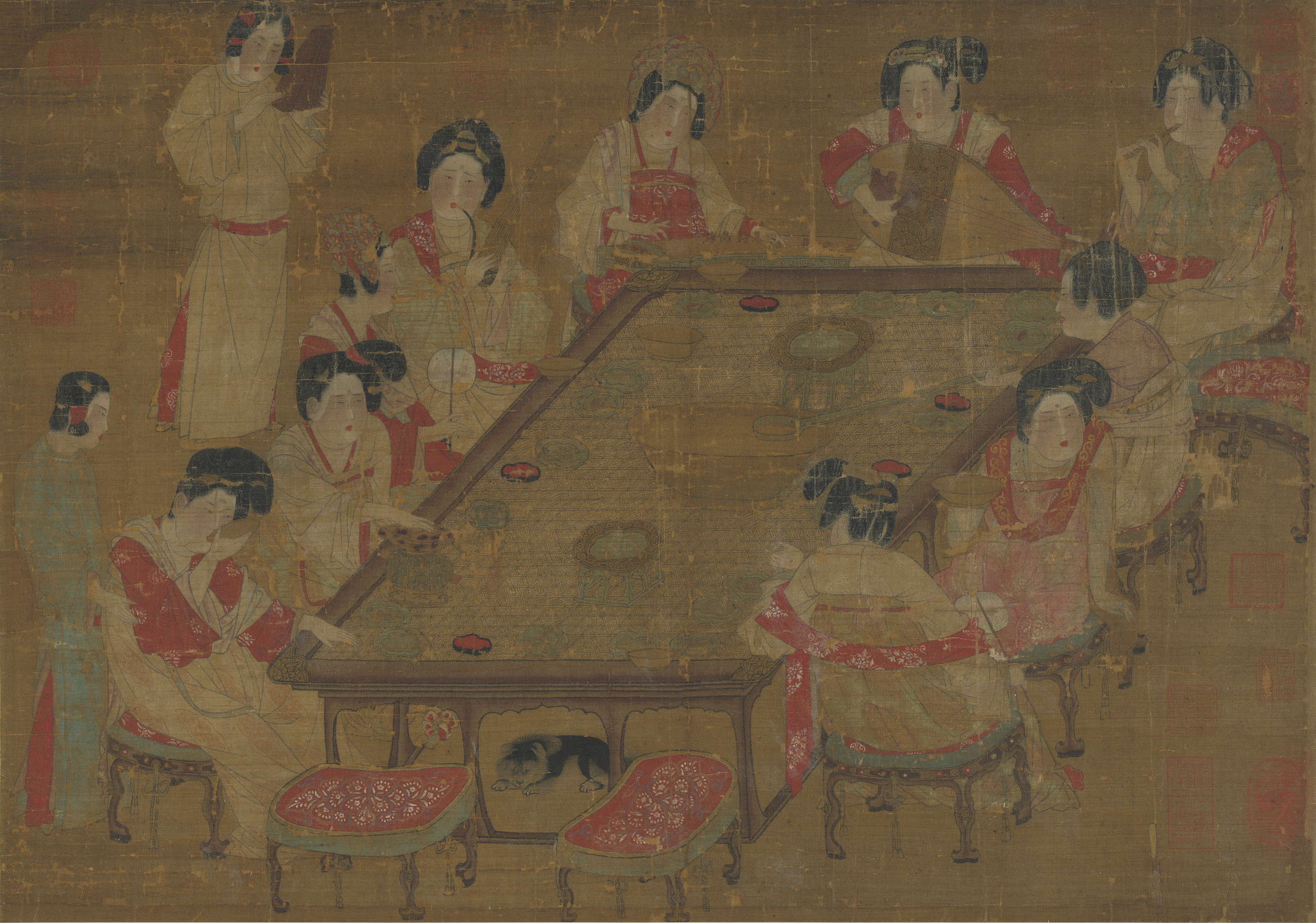
Tranh vẽ một buổi biểu diễn nhã nhạc thời nhà Tống

Tại Trung Quốc, "Nhã nhạc" biết đến với tên gọi "yǎ yuè". Yǎ yuè là chữ phiên âm cách đọc của "雅 樂", dịch sang âm Hán Việt là "Nhã nhạc". Từ Hải tự điển, giải thích rõ từ này như sau, nhã nhạc là "đối xưng" của "tục nhạc". Là loại nhạc vũ mà các vị Đế vương của Trung Quốc cổ đại dùng để tế tự trời đất, tổ tiên và trong các dịp Triều hạ, yến hưởng. Thời Chu dùng làm lục vũ của nhạc Tông Miếu, Nho gia cho rằng âm nhạc này "trung chính hòa bình", ca từ "khúc nhã thuần chính", nên lấy nó làm điển phạm của nhã nhạc. Các nhà thống trị phong kiến các đời, sau khi giành được chính quyền, đều tác nhã nhạc theo thông lệ để ca tụng công đức của triều đại mình".
Như vậy, Nhã nhạc là nhạc khúc trong Cung đình. Truy nguyên nguồn gốc của thuật ngữ này, ta hãy tìm về với thời đại phong kiến Trung Quốc khi mà tư tưởng "dĩ nhạc trị quốc" của Nho gia còn thịnh hành. Tại đây, ta thử đặt câu hỏi: Vì sao nhã nhạc lại được dùng trong trị quốc? Thực ra, thời bấy giờ Nho gia rất tôn sùng lễ chế của Triều Chu. Lễ chế của Triều Chu chú trọng đến phục vụ cho lợi ích của giai cấp thống trị phong kiến và chủ nô. Vì thế, ý nghĩa chủ yếu của "nhạc" chính là công cụ giáo hóa con người và thống trị con người. Những loại nhạc thể hiện tình cảm trai gái, những âm thanh thút thít, buồn sầu làm ảo não lòng người, bị Nho gia xem là "dâm thanh", "loạn thế chi âm", "vong quốc chi âm", chỉ có Nhã nhạc với "chính thanh" phù hợp với luật lữ mới xứng đáng được tôn sùng, xứng đáng để giai cấp thống trị phong kiến các thời đại của Trung Quốc chọn dùng làm tín điều trong trị quốc.
Nhã nhạc Trung Quốc sử dụng hầu hết nhạc cụ thuộc dàn bát âm (tiếng Trung: 八音; bính âm: Bā yīn). Theo cổ nhân quan niệm, chịu sự ảnh hưởng của Hán hóa, bát âm là tám chất liệu âm thanh gọi chung cho tám chủng loại nhạc cụ khác nhau, đại diện cho âm nhạc (cổ truyền).
Tám loại đó là:
Thạch- Thổ- Kim- Mộc- Trúc- Bào- Ti- Cách.
Tương ứng với Bát quái:
Cấn- Khôn- Đoài- Chấn- Khảm- Tốn- Ly- Càn.
(Xem Danh sách nhạc cụ cổ truyền Trung Quốc để biết thêm chi tiết).
Người sáng tạo ra thể loại nhã nhạc Trung Quốc và phát triển nhạc cụ bát âm là Tăng Hầu Ất. Lăng mộ của ông còn để lại vô số những sản vật trong dàn nhạc bát âm như
biên chung (dàn chuông đá) được khai quật vào năm 1978, thế kỷ thứ V trước Công nguyên. Bộ chuông được tạo thành từ 65 chiếc chuông làm bằng đồng được treo trên 3 tầng giá gỗ. Chiếc chuông nặng nhất khoảng 204 kg và cao 1.5m, tổng trọng lượng của dàn chuông này khoảng 5 tấn; đàn sắt là một nhạc cụ rất phổ biến trong thời Tây Chu và thời Xuân Thu. Các mẫu vật còn sót lại đã được khai quật từ những nơi như tỉnh Hồ Bắc và Hồ Nam và khu vực Giang Nam của Trung Quốc. Những nơi khác bao gồm Giang Tô, An Huy, Sơn Đông và Liêu Ninh. Ở Hồ Bắc,lăng mộ của Tăng Hầu Ất (cuối thập niên 400 trước Công nguyên) là một kho báu của các nhạc cụ cổ xưa của Trung Quốc, bao gồm một bộ hoàn chỉnh của biên chung (chuông đồng), đàn sắt và đàn cổ cầm, chuông đá (biên khánh) và trống.
Đoàn tùy tùng âm nhạc của ông gồm 21 cô gái và phụ nữ cũng được chôn cất cùng ông. Vào thời Chiến Quốc, các loại đàn
cổ tranh ban đầu đã xuất hiện, được phát triển từ đàn sắt.
Tiếp sau đó, dàn bát âm Trung Quốc còn có những loại nhạc cụ khác như đàn tỳ bà, đàn nguyễn, liễu cầm (nhỏ hơn tỳ bà), kèn quản tử, kèn bầu, sanh,...Theo truyền thống, nhã nhạc được tạo ra bởi Chu công Đán
theo ủy ban từ Chu Vũ vương, ngay sau cuộc chinh phạt của nhà Thương. Được kết hợp trong yayue là các yếu tố của truyền thống đạo sĩ hoặc tôn giáo, cũng như âm nhạc dân gian đầu tiên của Trung Quốc. Khiêu vũ cũng được kết hợp chặt chẽ với âm nhạc nhã nhạc, mỗi tác phẩm nhã nhạc có thể có một điệu múa nghi lễ hoặc nghi lễ liên quan đến nó. Phần nhã nhạc quan trọng nhất của triều đại Chu là Sáu điệu múa vĩ đại, mỗi điệu được liên kết với một nhân vật huyền thoại hoặc lịch sử - Vân môn Đại quyển (雲門大卷), Đại hàm (大咸), Đại Khánh (大磬 hoặc Đại thiều 大韶), Đại hạ (大夏) và Đại hoạch (大 濩), Đại vũ (大武).
Theo Kinh Lễ ghi lại một số tình tiết trong đó nhã nhạc có thể được thực hiện. Chúng bao gồm các nghi lễ để tôn vinh Thiên đường và Trái đất, các vị thần hoặc tổ tiên. Cũng có những quy tắc chi tiết về cách chúng được thực hiện tại các cuộc họp ngoại giao. Nhã nhạc cũng được sử dụng trong các hoạt động ngoài trời, như các cuộc thi bắn cung quý tộc, trong các cuộc thám hiểm săn bắn, và sau khi kết thúc một chiến dịch quân sự thành công. Nhã nhạc Trung Quốc được đặc trưng bởi sự cứng nhắc của hình thức. Khi được thực hiện, nó trang nghiêm và trang trọng, phục vụ để phân biệt các lớp quý tộc. Nó đôi khi cũng đi kèm với lời bài hát. Một số trong số này được bảo quản trong Kinh Thi.
Với sự suy giảm của buổi lễ quan trọng trong các mối quan hệ giữa thời Xuân Thu, nhã nhạc cũng vậy. Khổng Tử nổi tiếng than thở về sự suy tàn của âm nhạc cổ điển và các nghi thức. Ngụy Văn hầu được cho là thích âm nhạc nổi tiếng của nước Ngụy và nước Trịnh với âm nhạc cung đình cổ xưa, nghe nó có thể ngủ thiếp đi.
Nói tới những bản nhạc thuộc dàn bát âm trong nhã nhạc Trung Hoa không thể không nhắc đến hai tác phẩm là Cao sơn lưu thủy (高山流水) và Quan sơn nguyệt (关山月), phổ thơ của Lý Bạch. Hai bản nhạc này được diễn tấu bằng cổ cầm, riêng Quan sơn nguyệt cũng được chơi với dàn nhạc bát âm và là hai nhạc phẩm nổi tiếng trong Thập đại danh khúc.

## Thập đại danh khúc
Sau đây là mười bài được mệnh danh là Trung Quốc Cổ Điển Thập Đại Danh Khúc (中國古典十大名曲):
1. Quảng lăng tán (廣陵散).
2. Mai hoa tam lộng (梅花三弄).
3. Cao sơn lưu thủy (高山流水).
4. Quan sơn nguyệt (关山月).
5. Thập diện mai phục (十面埋伏).
6. Ngư tiều vấn đáp (漁樵問答).
7. Bình sa lạc nhạn (平沙落雁).
8. Tịch dương tiêu cổ (夕陽簫鼓).
9. Dương xuân bạch tuyết (陽春白雪).
10. Hán cung thu nguyệt (漢宮秋月).

## Cổ nhạc Trung Hoa hiện nay
Ngày nay những bài cổ nhạc Trung Hoa đã dần mai một. Một phần do cuộc sống hiện đại nhưng một phần quan trọng hơn là những bài cổ nhạc này rất kén người nghe.
- Hoà tấu và xướng ca Quan sơn nguyệt
- Hoà tấu đàn cổ tranh, đàn sắt và biên khánh - Cao sơn lưu thủy
- Độc tấu tỳ bà - Thập diện mai phục

## Danh sách một số nhạc phẩm không thuộc Thập đại danh khúc Trung Hoa
Dưới đây là một số nhạc phẩm không thuộc Thập đại danh khúc Trung Hoa nhưng vẫn thuộc dòng cổ nhạc, bao gồm:
1.Hàn nha hí thủy (寒鸦戏水 - trường phái Chiết Giang)
2.Ô Tô Lý thuyền ca (乌苏里船歌)
3.Liễu Thanh Nương (柳青娘 - trường phái Triều Châu)
4.Chiến đài phong (戰台風)
5.Xuất thủy liên (出水莲)
6.Vân thủy thiền tâm (云水禅心)
7.Chức mộng hành vân (織夢行雲)
8.Ngư chu xướng vãn (渔舟唱晚)
9.Nguyệt Nhi Cao (月儿高)
10. Nhị Tuyền Ánh Nguyệt (二泉映月)
11.Xuân giang hoa nguyệt dạ (春江花月夜)
12.Lâm xung dạ bôn (林冲夜奔)
13.Tướng quân lệnh (將軍令)
14.Không sơn điểu ngữ (空山鸟语)
15.Chiêu bình chi chương (昭平之章)
16.Vạn niên hoan (萬年歡)
17.Thải vân truy nguyệt (彩云追月)
18.Hoàng oanh ngâm (黃鶯吟)
19.Trường Sa Nữ Dẫn (长沙女引)
20.Tứ giang nguyệt (西江月)
21.Kiếm khí hồn thoát (剑气浑脱)
22.Bình hồ thu nguyệt (平湖秋月)
23.Phượng Cầu Hoàng (凤求凰)
24.Nguyệt Mãn Tây Lâu (月满西楼)
25.Kiệt Thạch Điều U Lan (碣石調幽蘭)
26.Tương Giang Oán (湘江怨)